# Fudbalski Klub Sloga Jugomagnat
FK Sloga Jugomagnat (in lingua macedone ФК Слога Југомагнат, nome completo Fudbalski Klub Sloga Jugomagnat) era una società calcistica macedone con sede nella capitale Skopje. Fondato nel 1927, al momento della sua radiazione il club militava nella massima serie del campionato macedone. Vanta 3 titoli nazionali e 3 vittorie nella Coppa di Macedonia. Nell'anno corrente 2009-2010 la squadra è stata radiata in seconda divisione perché non si è presentata per più di 2 partite consecutive e insieme all FK Makedonija Gjorče Petrov, boicottando il campionato in segno di protesta contro la rielezione di Haralampie Hadži-Risteski a presidente della Federazione calcistica della Repubblica di Macedonia del Nord.
Nel 2012 il club si fuse con l'FK Albarsa dando vita all'KF Shkupi.

## Palmarès

### Competizioni nazionali
- Campionato macedone: 3

1998-1999, 1999-2000, 2000-2001
- Coppa di Macedonia: 3

1995-1996, 1999-2000, 2003-2004

### Altri piazzamenti
- Campionato macedone:

Secondo posto: 1995-1996, 1997-1998
Terzo posto: 1994-1995, 1996-1997
- Coppa di Macedonia:

Finalista: 1996-1997, 1997-1998, 1998-1999, 2000-2001, 2002-2003
Semifinalista: 2001-2002

## Sloga Jugomagnat nelle Coppe europee
| Stagione | Torneo                | Turno          | Nazione                | Club                | Andata | Ritorno | Totale |
| -------- | --------------------- | -------------- | ---------------------- | ------------------- | ------ | ------- | ------ |
| 1996-97  | Coppa delle Coppe     | Preliminare    | Ungheria (bandiera)    | Budapest Honvéd FC  | 0-1    | 0-1     | 0-2    |
| 1997-98  | Coppa delle Coppe     | Preliminare    | Croazia (bandiera)     | NK Zagabria         | 1-2    | 0-2     | 1-4    |
| 1998-99  | Coppa UEFA            | Preliminare    | Romania (bandiera)     | Oţelul Galaţi       | 0-3    | 1-1     | 1-4    |
| 1999-00  | UEFA Champions League | 1° preliminare | Azerbaigian (bandiera) | FC Kapaz Gandja     | 1-0    | 1-2     | 2-2    |
| 1999-00  | UEFA Champions League | 2° preliminare | Danimarca (bandiera)   | Brøndby IF          | 0-1    | 0-1     | 0-2    |
| 2000-01  | UEFA Champions League | 1° preliminare | Irlanda (bandiera)     | Shelbourne FC       | 0-1    | 1-1     | 1-2    |
| 2001-02  | UEFA Champions League | 1° preliminare | Lituania (bandiera)    | FBK Kaunas          | 0-0    | 1-1     | 1-1    |
| 2001-02  | UEFA Champions League | 2° preliminare | Romania (bandiera)     | FC Steaua Bucureşti | 0-3    | 1-2     | 1-5    |
| 2004-05  | Coppa UEFA            | 1° preliminare | Cipro (bandiera)       | Omonia Nicosia      | 0-4    | 1-4     | 1-8    |